# XeTeX
XeTeX (pronunciación en inglés "zee-TeX" es decir /ˈziːtɛx/ o también /ˈziːtɛk/) es un motor de tipografías TeX que utiliza Unicode y soporta tecnologías modernas de fuentes tal como OpenType o Apple Advanced Typography (AAT). Fue escrito y es mantenida por Jonathan Kew, se distribuye bajo X11 free software license.
Inicialmente fue desarrollado únicamente para Mac OS X, pero ahora está disponible para otras plataformas. Tiene soporte nativo de Unicode y por defecto soporta archivos de entrada codificados en UTF-8. XeTeX puede utilizar cualquier fuente instalada en el sistema operativo sin configurar el TeX font metric, y puede hacer un uso directo de las características avanzadas de OpenType, AAT y Graphite. 

## Modo de operación

Renderizado de ligaduras en XeTeX usando una fuente OpenType (Hoefler).

XeTeX procesa la entrada en dos veces. En la primera pasada XeTeX produce una salida en un archivo DVI extendido (xdv), el cual es convertido a PDF por un controlador. En el modo de operación por defecto la salida xdv es conducida directamente al controlador sin producir archivos intermedios visibles. Es posible ejecutar la primera pasada de XeTeX salvarla en xdv.
Hay dos controladores para generar PDF desde el código del archivo xdv:
- xdv2pdf, que usa AAT, y solo trabaja en Mac OS X.
- xdvipdfmx, una versión modificada de dvipdfmx, que usa una versión modificada de ICU sobre el estándar FreeType y fontconfig. Este controlador trabaja con todas las plataformas.

Desde la versión 0.997, el controlador por defecto es xdvipdfmx en todas las plataformas.
XeTeX trabaja con los macro paquetes LaTeX y ConTeXt. Su contraparte de LaTeX es denominada xelatex. Usualmente es usada con el paquete fontspec, que es el que le provee una interfaz configurable para la selección de fuentes, y permite la elección de fuentes complejas para ser renombradas y reutilizadas.
XeTeX se incluye con las distribuciones TeX Live 2010, MacTeX 2010 y MiKTeX 2.8.

## Ejemplo
El siguiente es un ejemplo de código fuente XeLaTeX y su renderizado correspondiente. El texto es procesado por el comando xelatex.
| \documentclass[11pt]{article} \usepackage{xltxtra} \setmainfont[Mapping=tex-text]{Linux Libertine O} \begin{document} \section{Unicode support} \subsection{English} All human beings are born free and equal in dignity and rights. \subsection{Íslenska} Hver maður er borinn frjáls og jafn öðrum að virðingu og réttindum. \subsection{Русский} Все люди рождаются свободными и равными в своем достоинстве и правах. \subsection{Tiếng Việt} Tất cả mọi người sinh ra đều được tự do và bình đẳng về nhân phẩm và quyền lợi. \subsection{Ελληνικά} Ὅλοι οἱ ἄνθρωποι γεννιοῦνται ἐλεύθεροι καὶ ἴσοι στὴν ἀξιοπρέπεια καὶ τὰ δικαιώματα. \section{Legacy syntax} When he goes---``Hello World!''\\ She replies—“Hello dear!” \section{Ligatures} \fontspec[Ligatures={Common, Historical}]{Linux Libertine O Italic} \fontsize{12pt}{18pt}\selectfont Questo è strano assai! \section{Numerals} \fontspec[Numbers={OldStyle}]{Linux Libertine O}Old style: 1234567\\ \fontspec[Numbers={Lining}]{Linux Libertine O}Lining: 1234567 \end{document} | The rendered output. |

## Historia
XeTeX fue lanzado originalmente únicamente para Mac OS X en abril de 2004 donde incluía AAT y soporte Unicode. En 2005 agrega el soporte para capas OpenType. Durante BachoTeX 2006 fue anunciada una versioń para Linux, que fue portada para Microsoft Windows por Akira Kakuto pocos meses después, y finalmente incluida en TeX Live 2007 para la mayoría de las plataformas. XeTeX también fue incluida en MiKTeX desde la versión 2.7.
Desde la inclusión en TeX Live, XeTeX soporta la mayoría de los paquetes macro escritos para fuentes LaTeX, OpenType, TrueType y PostScript sin parámetros específicos de configuración.
Desde 2007, el desarrollo de XeTeX se orienta a:
- mejor integración con los editores TeX tal como TeXShop;
- soporte MathML usando fuentes matemáticas Unicode.

La futura versión 0.998 anunciada en BachoTeX 2008 soportará normalización Unicode a través del comando \XeTeXinputnormalization.